# Pingst
Pingst är en kristen högtid som firar att den helige Ande gavs till apostlarna i Jerusalem och de »började tala främmande språk» (Apostlagärningarna 2:1–13, 37–39). Enligt Bibeln var detta första gången tungotal förekom (ett tecken på uppfyllelse av Helig Ande) och den dagen döptes nästan 3 000 människor i Jesu namn till syndernas förlåtelse. Den kristna kyrkan anses ha fått sin begynnelse i och med pingstdagen. Pingsten anses vara en motsats eller ett upphävande av det som hände i Gamla testamentet när Gud förbistrade människornas språk och spred ut dem över jorden, alla kunde förstå vad som talades i församlingen. Pingstdagen infaller 10 dagar efter Kristi himmelsfärdsdag. 
Ordet pingst härstammar från det grekiska ordet πεντηκοστή (pentēkostē), vilket betyder den femtionde. Pingsten är just den femtionde dagen och samtidigt den sjunde söndagen från påsk. Pingsten betecknas ofta som "kyrkans födelsedag", eftersom det var då som Jesu lärjungar började att organisera en församling och missionera. I kyrkoåret innebär pingsten påsktidens avslutning.
Pingst har sitt ursprung i den judiska högtiden shavuot som firar minnet av att Gud gav judarna de tio budorden på Sinaiberget och dessförinnan var en skördefest. Pingstundret inträffade i samband med att lärjungarna firade shavuot.
Pingstundret avbildas inom konsten oftast av lärjungarna ofta även tillsammans med jungfru Maria avbildade i Jerusalems tempel. Över dem svävar eldslågor och där över den helige ande i form av en duva. Den äldsta avbildningen av motivet härrör från 500-talet och Rabulahandskriften i Florens. Bland mera kända avbildningar av samma motiv märks en praktfull mosaik i Markuskyrkan i Venedig från 1100-talet, en målning av Giotto di Bondone i Santa Maria dell'Arena i Padua från början av 1300-talet. På en från 1300-talet härstammande relieftavla i museet i Köln skildras pingstundret genom från hostian till lärjungarna utgående blodstrålar. Inom protestantiska kyrkan har pingstundret ofta blivit upptaget som altarutsmyckning eller dekoration på predikstolen.
Pingsten kallas ofta hänryckningens tid efter inledningsorden "Pingst, hänryckningens dag, var inne." ur dikten Nattvardsbarnen av Esaias Tegnér. Det är också en traditionell tid för bröllop.
Inom folklig tradition är pingst förknippat dels med pingstbrudstraditionen i Götalandskapen. Vidare var högtiden förknippat med det på andra håll till trefaldighetsaftonen med bruket att smycka heliga källor med nyutsprucket löv, offra i dem till sjukdomsbot och dricka för kraft och hälsa.
Fram till 1772 var inte bara annandag pingst utan även tredje- och fjärdedag pingst helgdagar.